# Timor
Timor este o insulă care are o suprafață de 33.850 km², fiind cea mai mare insulă din arhipelagul Sondele Mici din estul Arhipelagului Indonezian.

## Geografie

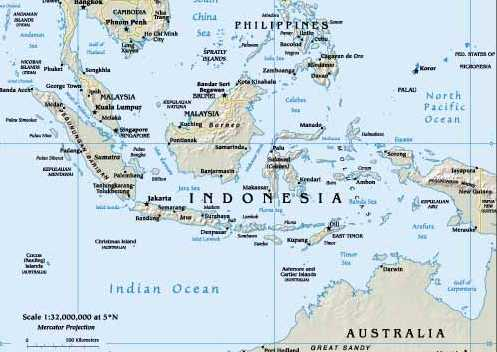
Arhipelagul Indonezian

Insula este situată în Marea Timor din Oceanul Indianul de sud, având pe direcția est-vest o lungime de 500 km și o lățime de numai 50 de km. La est, la câteva sute de kilometri se află insula Flores, iar la nord-vest la cca. 600 de km, insula Sulawesi (denumire veche Celebes). Timor se află la 1100 km vest de Noua Guinee.
Din punct de vedere politic, insula este împărțită între două state, Timorul de Vest (Timor Barat), care are o suprafață de 19.000 km² cu 2 milioane de locuitori și aparține de provincia Nusa Tenggara Timur, Indonezia și Republica Democrată Timorul de Est cu o suprafață de 15.007 km² și o populație de cca. un milion de locuitori, având capitala la Dili.